# 장봉의
장봉의(중국어 간체자: 张凤仪, 정체자: 張鳳儀, 병음: Zhang Fèngyí, ? – 1633), 또는 마봉의(중국어 간체자: 马凤仪, 정체자: 馬鳳儀, 병음: Mǎ Zhang Fèngyí)는 명나라 말기의 여장군으로, 진양옥의 아들이자 제29대 석주토사인 마상린의 아내이다. 마상린과 결혼한 후 제30대 석주토사인 마만년을 아들로 낳았다.

## 생애
그의 아버지는 만력제 시대의 의사 장소암이며 요양의 몰락 후에 사망했다. 그의 조부 장완은 명나라의 관원으로, 말년에 농민 봉기를 막기 위해 요새를 건설했다. 그녀의 어머니 연모삼은 장완이 사망한 후, 시아버지 대신 반군에 대항하여 군단을 이끌었고 이에 동시대 사람들은 그녀를 "탄성부인"으로 불렀다.
성장한 봉의는 석주의 유명한 여장군 진양옥의 아들인 마상린과 결혼하였는데, 결혼한 그녀는 종종 남성복을 입고 남편을 따라 사방에서 전투에 참여했으며 공식적인 계급 없이 "마봉의"라는 이름으로 조정에 보고를 올렸다. 숭정 3년(1630년), 그녀와 마상린이 진양옥을 따라 수도인 북경으로 올라가 수도를 방어했다. 그 후 양옥은 사천으로 돌아갔지만 마봉의와 마상린은 농민 봉기를 진압하는데 참여하기 위해 수도에 머물렀다.
숭정 6년(1633) 왕자윤의 반군이 산서성에 진입하자 봉의는 남편에게 조국을 구하라고 요청했고 상린은 석주의 군대를 빌려달라고 요청하였으나, 진양옥은 출정할 수 없었다. 4월에 왕자윤과 왕 자용이 산서성에서 하남성으로 도망치자 봉의는 그들을 추격했으나, 반군들을 추격하던 도중에 적들의 매복에 걸렸고 결국 패사하였다.